# ماركو
ماركو هو أحد شخصيات أنمي ومانغا ون بيس، وأحد أقوى قراصنة اللحية البيضاء، ويلقب بـماركو العنقاء. وهو قائد الأسطول الأول وأقوى شخص في طاقم اللحية البيضاء.

## مظهره
مآركو رجل أشقر الشعر ويرتدي وشاح ازرق فاتح «سماوي» ويضع حزاماً حول خصرة، لدية سروال طويل، اما في السابق كان شعر ماركو اسود مع بعض التغييرات في ملابسه، ووجهه مائل إلى الاناناس وهو يتحول إلى عنقاء زرقاء تلبس نظارة.

## شخصيته
ماركو شخصية هادئة ومريح وطيب القلب، ولكن لديه بعض العواطف خصوصا عند موت اللحية البيضاء وذالك بسبب تعلقه به، وعند موت بورتغاس دي إيس فقد كان هو وجميع الطاقم يبكون، وهو قادر على الشعور بالقوة حيث عرف بأن شانكس قادم، وبعد أن كان مع اللحية البيضاء لمدة 20 سنة تمكن ماركو من كسب الخبرة مما جعله قائد قراصنة اللحية البيضاء بعد موت إدوارد نيوجيت (اللحية البيضاء) وبورتغاس دي إيس وذالك بسبب ذكائه وقوته وقدرته التي تجعله مميز من بين الجميع.

## علاقاته.
ماركو واللحية البيضاء لديهم رابطة قويه جداً بينهم كما أنه قائد الفرقة الأولى من قراصنة اللحية البيضاء. أيضا خلال معركة المارين فورد وقف بجانب اللحية البيضاء طوال الوقت تقريباً.. 
ماركو كان سنداً قوياً مع قادة آخرين للحية البيضاء قبل ممآتة ~! 
وايضا ماركو دافع عن لوفي هو وقادة قراصنة اللحية البيضاء عندما حاول قتل لوفي
وقد سبق وانقذ لوفي من أوكيجي في بداية الحرب 
وايضاً ماركو كان عدو لشانكس وقد أهانه بعد أن عرض عليه الانضمام إلى طاقمم
وبعد معركة المارين فورد اعتذر ماركو لشانكس عن سلوكة السابق وشكره لدفن كل من ايس واللحية البيضاء قائد الفرقة الأولى من قراصنة اللحية البيضاء، ماركو أصبح أعلى سلطة بعد وفاة اللحية البيضاء 
ويبدو انه عضو في قراصنة اللحية البيضاء منذ زمن ملك القراصنة جول دي روجر

## قدراته
يتميز ماركو بقدرات قوية جدا وخارقة جعلته يصبح أقوى أعضاء طاقم اللحية البيضاء، وتمكنه قوته من مواجهة الأدميرالات الثلاثة.

### فاكهة الشيطان: اكل ماركو فاكهة العنقاء
أكل ماركو فاكهة الزون الاسطورية فاكهته أيضاً قويه جداً وتجعل ماركو يستطيع الطيران 
أيضاً يستطيع التصدي لهجمات الخصوم الأقوياء، كما تمكن من اختراق أشعة كيزارو بسهولة.

وتبين أن ماركو يمكنه استخدام الهاكي ببراعة وإرادته قوية، عندما أستخدم هاكي البوسوشوكو ضد كيزارو المحاولة قتله قائد الفرقة السابعة، وأيضا أستخدمه ضد أوكيجي عندما حاول قتل مونكي دي لوفي.

## تاريخه
طلب آللحية البيضاء من ايس ان يكون آبنه وينظم لطاقمه 
بعدما هاجموا طاقم ايس 
وأوضح ماركو لآيس ان علاقة اللحية البيضاء مع طاقمة كعلاقة أب مع أبنائه، 
وقد قال ماركو أيضاً لآيس، غادر السفينة وأبدا من الصفر، أو احمل علامة اللحية البيضاء وكن 
من أبنائه، بعدما قتل اللحية السوداء، ساتش قرر آيس ان يذهب ويجعلة يدفع ثمن مافعلة..
وكان اللحية البيضاء يشعر بعدم الارتياح، وآمر ايس بعدم الذهاب، لكن ايس لم يستمع 
له.. وكان ماركو أيضاً أحد افراد الطاقم الذين كانوا محتجين على أن يذهب ايس من على 
السفينة.. ولكن كان هذا عبثاً 
كان في وقت مضي ارك الانيس لوبي.. وصول شانكس لزيارة اللحية البيضاء، 
بعدها سقطواً الضعفاء من طاقم اللحية البيضاء فاقدين الوعي ومن ثم، أستاء ماركو من هذا 
لما فعلة بالطاقم، وطلب شانكس من ماركو الانضمام لطاقمة، فأخبره ماركو أن يصمت قد أظهر ماركو قوته في معركة المارين فورد مع بقية قراصنة اللحية البيضاء والحلفاء من العالم، 
الجديد، وقد منع ماركو كيزاروا من مهاجمة اللحية البيضاء، 
ولكن لايبدو ان كيزاروا أصيب 
وهناك أمر غريب ان ماركو لم يكن بجانب اللحية البيضاء عندما طعنه سكوارد.
وبعدهـا كان على وشك ان يعدموا ايس لكن كاد أن يتدخل ماركو وينقذ ايس لكن، 
قد فعلها كروكدايل وانقذ ايس، وقد أصيب لوفي من اوكيجي وكان على وشك ان يجهز 
عليه أوكيجي ولكن ماركو منع أوكيجي من فعل هذا بركله، 
وبعدهـا أتجه ماركو نحو منصة الإعدام، لينقذ آيس، لكن اعترض جارب طريقة بلكمة أسقطتة
إلى الأرض، 
وفي قتال أكاينو مع اللحية البيضاء، قد أدرك ماركو ان اللحية البيضاء في خطر، 
وبعدها انطلق لمساعدته ولكن كيزاروا اعترض طريقة من الخلف وأتائه أحد نوب الادميرالات. 
```
أنيجمو يمكن 
```

ووضع أصفاد الكايروسكي على يده اليمنى، وأستغل كيزاروا هذه الفرصة بأطلاق الليزر 
على ماركو، ولكن ماركو تحمل الالم، وأستطاع النهوض، 
أكاينو عزم على قتل لوفـي ولكن هذه المرة أعترض طريقة ماركو وضربه.

## معاركه
- قراصنة اللحية البيضاء وحلفائهم ضد قوات البحرية والشيشيبوكاي

النتيجة: فوز قوات البحرية والشيشبوكاي بعد معركة قاتلة
- ماركو ضد الإدميرال كيزارو

النتيجة: فوز ماركو
- ماركو ضد الإدميرال أوكيجي

النتيجة: فوز ماركو 
- ماركو ضد مونكي دي جارب

النتيجة: فوز جارب
- ماركو ضد كيزارو وأونيجوما

النتيجة: فوز كيزارو وأونيجوما
- ماركو وفيستا ضد الإدميرال أكاينو

النتيجة: فوز أكاينو
- قراصنة اللحية البيضاء مع كروكودايل ضد أكاينو

النتيجة: فوز اكاينو وتدخل شانكس

## الإختلافات في الانمي والمانغا
في الأنمي عند ظهور روكستار يتحدث مع اللحية البيضاء لم يظهر ماركو بل ظهر بقية الطاقم وكأنه موجود، وبينما في المانغا ظهر ماركو مع بقية الطاقم.